# Stereophyllum jamaicense
Stereophyllum jamaicense är en bladmossart som beskrevs av C. Müller 1897. Stereophyllum jamaicense ingår i släktet Stereophyllum och familjen Stereophyllaceae. Inga underarter finns listade i Catalogue of Life.